# Calopteron
Calopteron é um gênero de besouro pertencente à família Lycidae.